# 台灣水泥
台灣水泥股份有限公司（商業名稱台灣水泥，簡稱台泥、TCC）是台灣一家以水泥生產為主的礦業公司，始創於1946年5月，其歷史可追溯至日治時期。成立之初為公營事業，1954年11月民營化、由鹿港辜家接手經營，公司名稱表記也從「臺」轉以「台」為主。而台泥英文簡稱則用過「T'cement」。
該公司在1962年股票上市、代碼1101，成為臺灣第一家上市公司。主要業務包括水泥、紙袋、紙張等生產和貿易，其水泥品牌為「品牌水泥」。並以台泥為中心組成台泥企業團，關係企業包括：香港水泥、萬青水泥、鳳勝實業、光和耐火、士敏工程、和平港灣、東成石礦、和平電力、達和環保服務、達和彰北環保、達和大豐環保、台灣通運倉儲、達和航運、信昌化工（已出售長春集團）、台泥化工、TCC Int'l Ltd.、台灣光和建設、臺泥資訊、信昌投資、富品投資、國際中橡、台泥綠能、能元科技、三元能源科技、台泥儲能等。

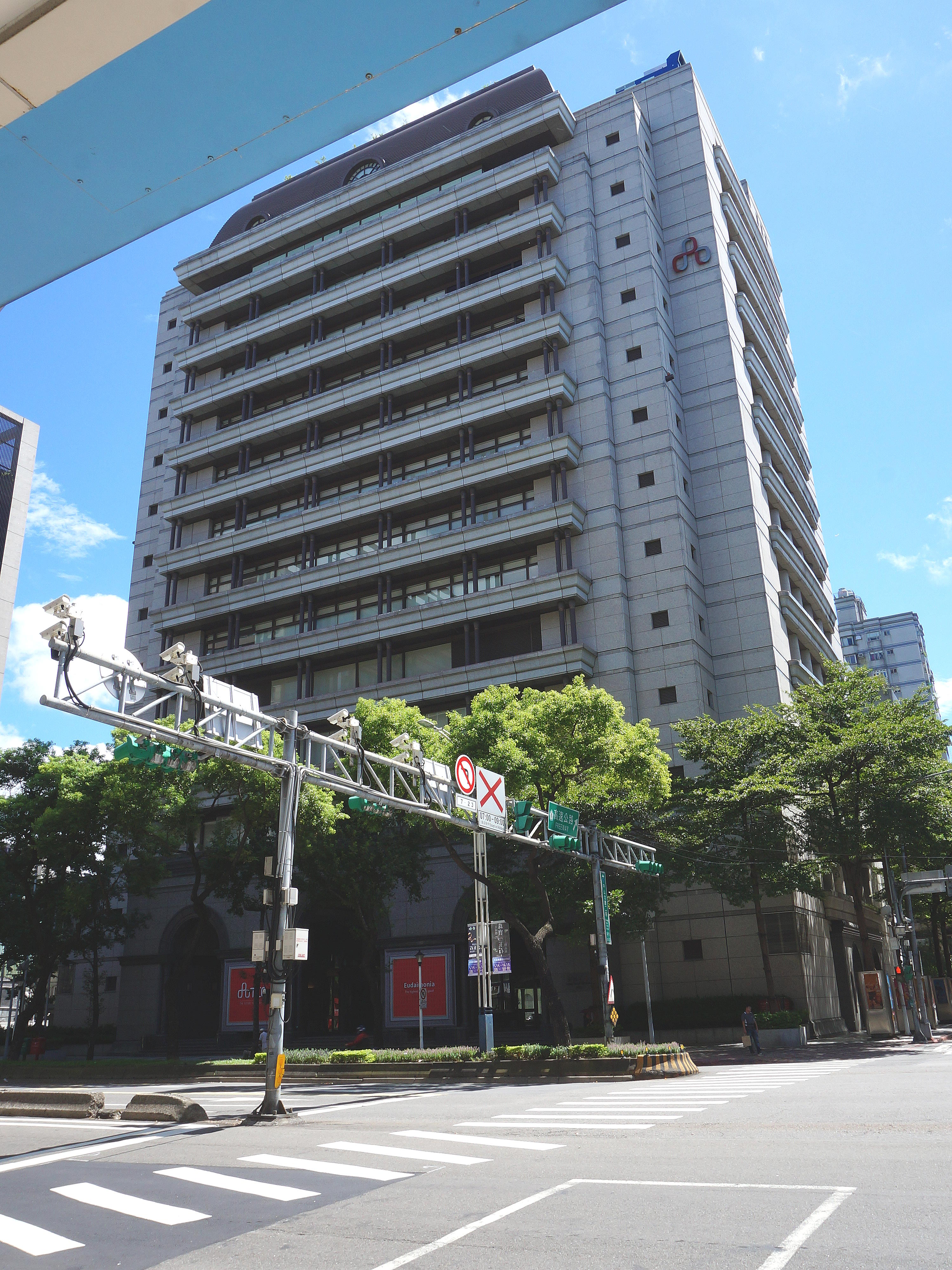
台泥大樓

## 沿革
二次大戰結束之後，台灣日治時期建立的「淺野水泥株式會社高雄工場」（後來的台泥高雄廠，部分改為士敏公司）、「臺灣化成工業株式會社」（台泥蘇澳廠）、「南方水泥株式會社」（台泥竹東廠）與「臺灣水泥管株式會社松山工廠」（台泥臺北水泥製品廠）在民國三十五年（1946年）4月先後由行政院資源委員會（資委會）與臺灣省行政長官公署工礦處合組的「水泥監理委員會」接管，之後在該年5月成立了由原四川水泥公司負責人徐宗涑擔任總經理的台灣水泥公司來經營管理這些廠房，該公司在資委會與台灣省政府共同管理下接受聯合國善後救濟總署、美援與加拿大貸款的資助來修復生產設施。
1953年，在耕者有其田政策下，中華民國政府將台泥股權釋出，作為土地徵收的補償。1954年，中華民國政府推動台泥公司民營化，出售政府手中的公股，委託辜振甫以其個人影響力來推動民間參與。除了鹿港辜家投資外，辜振甫邀請其妻辜嚴倬雲的外叔祖，板橋林家的掌門人林柏壽參與，林柏壽出資成為台泥公司最大個人股東，辜振甫只擁有協理頭銜。在板橋林家、鹿港辜家號召下，台泥的創始股東包括當時台灣各大家族，如高雄陳家、霧峰林家、基隆顏家、台南幫吳三連、新光集團吳家、國產實業集團林家、嘉新水泥張家、永豐餘何家、霖園集團蔡家等。同年11月11日11點時，召開第1次股東大會，在總統府廣場的三軍球場舉行。台泥首任董事長為板橋林家的林柏壽，副董事長為高雄陳家的陳啟清，霧峰林猶龍、基隆顏欽賢、鹿港辜振甫、宜蘭林燈等人分別擔任董事，板橋林熊祥則為監察人。辜振甫後以其良好的政商關係獲得各家族的支持，於1973年成為台泥董事長，鹿港辜家逐步獲得台泥經營主導權。

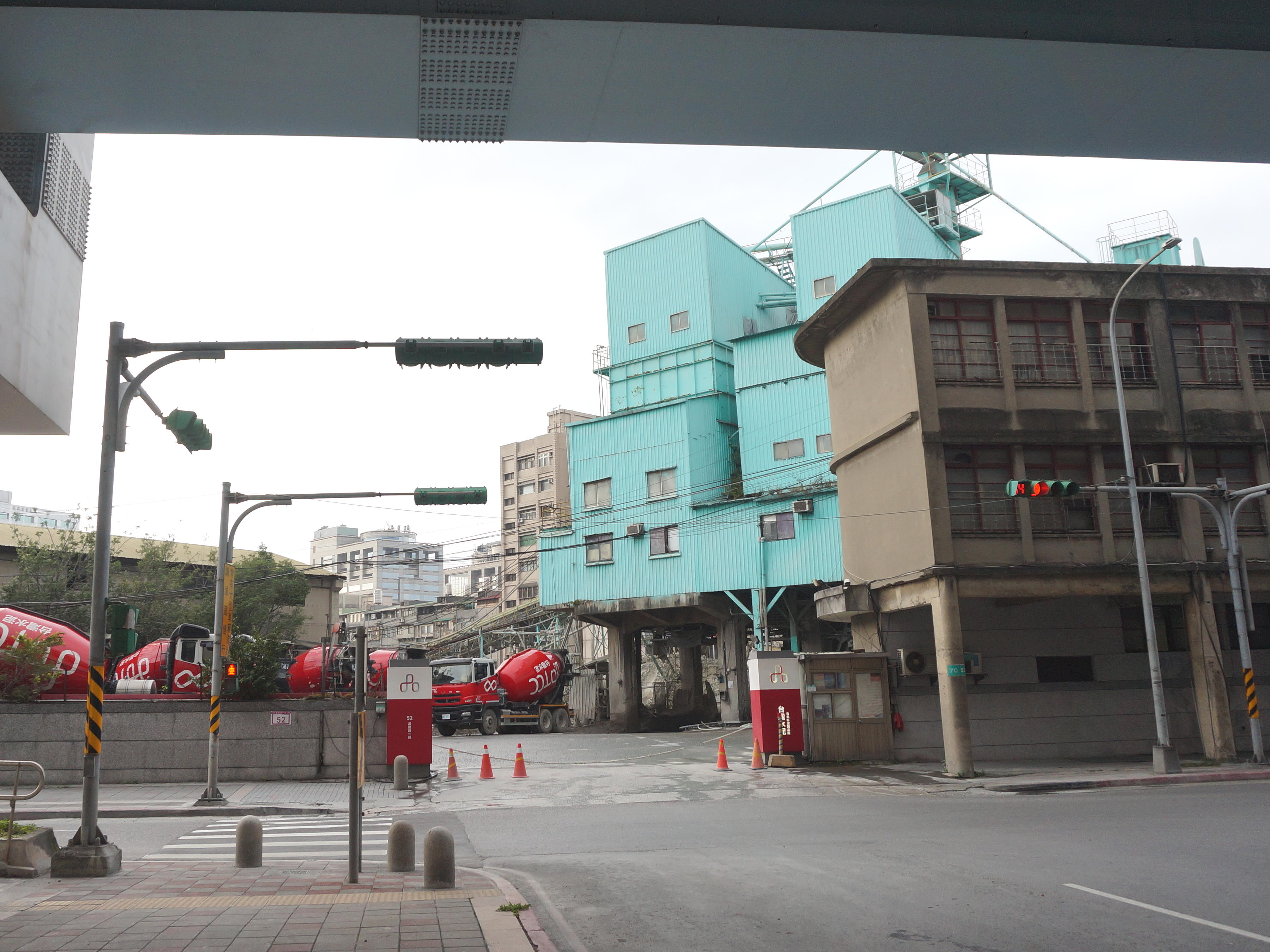
台泥臺北製品廠(舊址)

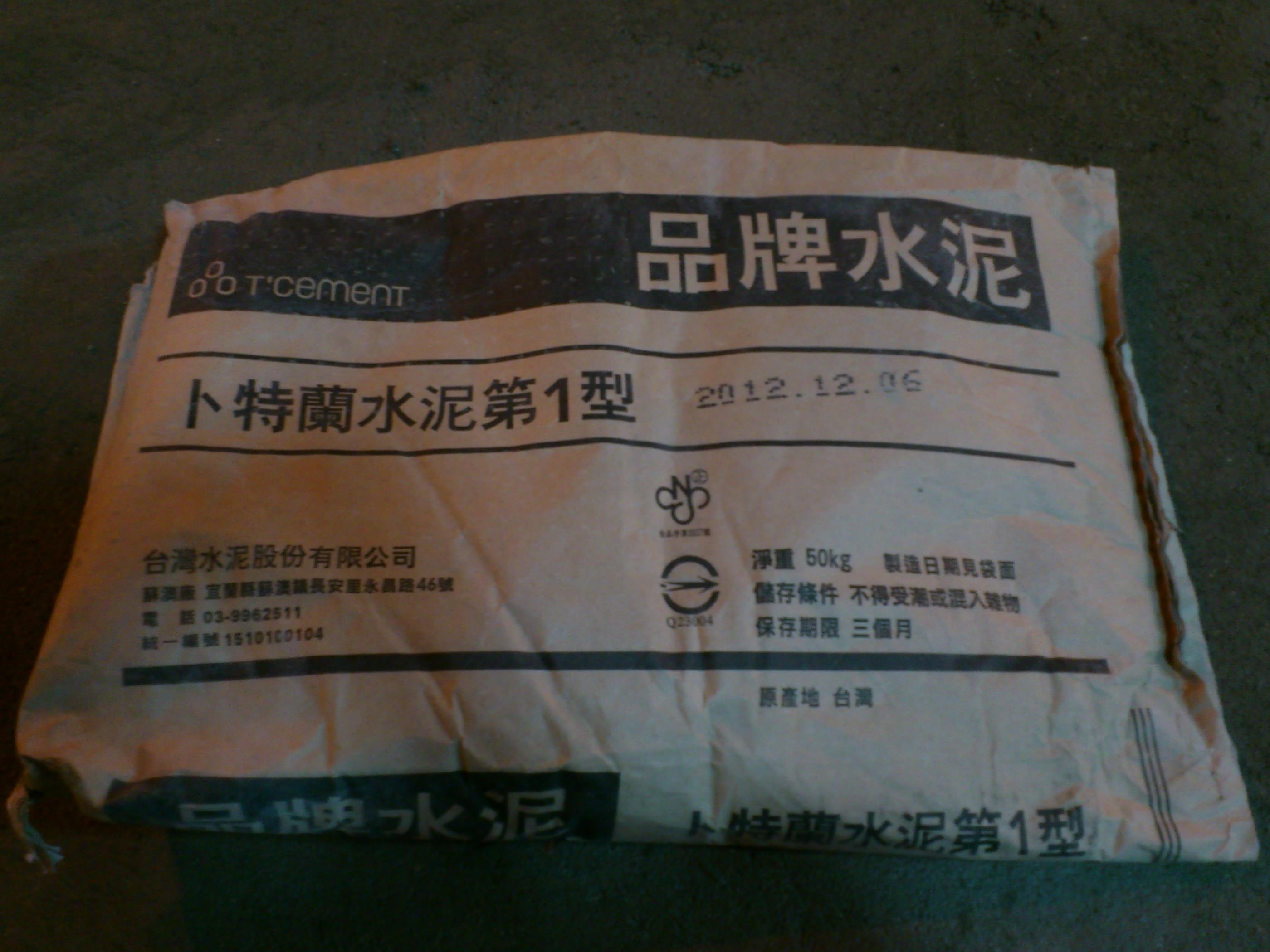
「品牌水泥」是台泥的水泥品牌

台泥民營化後，由於戰後大量基礎建設的推動與1970年代起臺灣經濟成長（台灣十大建設）等因素，水泥生產供不應求，台泥的事業遂因而繁榮，後來更逐漸進行多角化經營，發展成台泥企業團，其水泥產量占臺灣產量三分之一以上；且除了水泥上下游如預拌、倉儲、營造、房地產等事業外，也有延伸至石化、橡膠、綠能、儲能等產業。
2024年5月，台泥英文名稱「TCC」已由台灣水泥公司改為台泥集團控股公司（TCC Group Holdings）。在新控股架構下，台泥除台灣及大陸水泥事業之外，新增歐非低碳水泥及新能源業務，確立台泥營運的四隻腳。

## 水泥售價
| 銷售地區 | 每噸售價（新臺幣） |
| -------- | ------------------ |
| 內銷台灣 | 2,219              |
| 外銷國外 | 1,490              |

2016年第3季，根據經濟部統計處資料，台灣水泥外銷平均每噸售價為1,490元，內銷每噸平均售價2,219元。2007年1月23日約傍晚7點，經濟部貿易調查委員會在網站上發布水泥反傾銷稅效果顯著的決議報告。2007年2月20日，財政部關務署關稅稅率委員會議公告水泥反傾銷稅正式實施。關務署對國外進口水泥繼續課徵重稅，以保護台灣水泥業者。

## 歷任董事長
| 任次 | 董事長 | 任期           | 備註                           |
| ---- | ------ | -------------- | ------------------------------ |
| 1    | 林柏壽 | 1954年－1973年 |                                |
| 2    | 辜振甫 | 1973年－2003年 |                                |
| 3    | 辜成允 | 2003年－2017年 | 辜振甫之子，2017年因意外身亡。 |
| 4    | 張安平 | 2017年－       | 辜成允妹婿                     |

## 爭議
- 壟斷爭議：2006年與2019年受公平會認定水泥業者聯合漲價壟斷市場，遭到開罰。又政府為保護台湾水泥業，對中國大陆進口水泥課徵反傾銷稅91.58%，外界批評此舉恐助長產業壟斷。[13][14]
- 環保爭議：
  - 2015年3月11日，台灣水泥高雄鼓山廠因處理水泥儲槽拆除作業，導致儲槽內煤灰隨風四散揚起粉塵，造成空氣污染，歷時在半小時內。[15]
  - 台泥花蓮水泥窯協同處理廢棄物BOO案，因排放污染疑慮受鄰近部落抗議[16]，且其水泥成品品質之氯離子和重金屬含量受到質疑[17]。
  - 2017年，台泥旗下的和平電廠，根據環保署統計之台灣境內的PM2.5十大固定汙染源，名列全台第七。[18]
- 道路工程爭議：因旗下台泥DAKA園區[19][20]及關係企業和平港公司之利害關係[21][22]，曾與秀林鄉和平村民反對蘇花安和平～和中段改善工程。[23][24][25][26]
- 台泥花蓮廠擴廠爭議：參閱水泥產業東移計畫#台泥擴廠事件。

## 外部連結
- 台灣水泥 （页面存档备份，存于）
- 台灣水泥總部：台泥大樓 （页面存档备份，存于）
- 台泥DAKA （页面存档备份，存于）